# Juoksengi
Juoksengi è una località (tätort in svedese) del comune di Övertorneå (contea di Norrbotten, Svezia).
Nel 2005 la popolazione era di 401 abitanti.
Si trova sulle sponde del fiume Torne, che rappresenta anche il confine con la Finlandia. Fino al 1809, anno in cui vennero tracciati gli attuali confini nazionali, Juoksengi era legata con la località finlandese di Juoksenki, che si trova lungo l'altra riva del fiume.
Juoksengi è attraversata dal circolo polare artico.